# High Definition Video
 (décembre 2023).
Si vous disposez d'ouvrages ou d'articles de référence ou si vous connaissez des sites web de qualité traitant du thème abordé ici, merci de compléter l'article en donnant les références utiles à sa vérifiabilité et en les liant à la section « Notes et références ».
 (décembre 2023).
La mise en forme du texte ne suit pas les recommandations de Wikipédia : il faut le « wikifier ».
Les points d'amélioration suivants sont les cas les plus fréquents. Le détail des points à revoir est peut-être précisé sur la page de discussion.
- Les titres sont pré-formatés par le logiciel. Ils ne sont ni en capitales, ni en gras.
- Le texte ne doit pas être écrit en capitales (les noms de famille non plus), ni en gras, ni en italique, ni en « petit »…
- Le gras n'est utilisé que pour surligner le titre de l'article dans l'introduction, une seule fois.
- L'italique est rarement utilisé : mots en langue étrangère, titres d'œuvres, noms de bateaux, etc.
- Les citations ne sont pas en italique mais en corps de texte normal. Elles sont entourées par des guillemets français : « et ».
- Les listes à puces sont à éviter, des paragraphes rédigés étant largement préférés. Les tableaux sont à réserver à la présentation de données structurées (résultats, etc.).
- Les appels de note de bas de page (petits chiffres en exposant, introduits par l'outil «  Source ») sont à placer entre la fin de phrase et le point final[comme ça].
- Les liens internes (vers d'autres articles de Wikipédia) sont à choisir avec parcimonie. Créez des liens vers des articles approfondissant le sujet. Les termes génériques sans rapport avec le sujet sont à éviter, ainsi que les répétitions de liens vers un même terme.
- Les liens externes sont à placer uniquement dans une section « Liens externes », à la fin de l'article. Ces liens sont à choisir avec parcimonie suivant les règles définies. Si un lien sert de source à l'article, son insertion dans le texte est à faire par les notes de bas de page.
- La présentation des références doit suivre les conventions bibliographiques. Il est recommandé d'utiliser les modèles {{Ouvrage}}, {{Chapitre}}, {{Article}}, {{Lien web}} et/ou {{Bibliographie}}. Le mode d'édition visuel peut mettre en forme automatiquement les références.
- Insérer une infobox (cadre d'informations à droite) n'est pas obligatoire pour parachever la mise en page.

Pour une aide détaillée, merci de consulter Aide:Wikification.
Si vous pensez que ces points ont été résolus, vous pouvez retirer ce bandeau et améliorer la mise en forme d'un autre article.
Pour les articles homonymes, voir HDV.

Logo HDV.

Le HDV (High Definition Video) est le premier format vidéo haute définition (par opposition à la vidéo standard telle celle de la télévision à 625 ou 525 lignes) pour caméscopes grand public.
Tandis que le format SDTV (standard-definition television) est en 720 × 576 pixels, le format HDV fait 1 440 × 1 080 pixels (une interpolation numérique permet de restituer les 1 920 × 1 080 pixels annoncés).
Le format HDV a été créé par quatre sociétés : Canon Inc., Sharp Corporation, Sony Corporation, et JVC. Ce partenariat date de septembre 2003. Ces compagnies ont été rejointes depuis par d’autres telles que Apple ou Pinnacle Systems.

## Caractéristiques
- Support : Cassette DV ou MiniDV (bande 1⁄4 pouce)
- Format vidéo : 720@60p, 720@30p, 720@50p, 720@25p, 1080@60i, 1080@50i, 1080@25p (i pour entrelacé, et p pour progressif)
- Rapport d’aspect des pixels : 1,78 (1 280 × 720) et 1,33 (1 440 × 1 080)
- Compression : MPEG-2 Video (profile & level: MP@H-14)
- Fréquence d’échantillonnage de la luminance : 74,25 MHz (1 280 × 720), 55,7 MHz (1 440 × 1 080)
- Structure d’échantillonnage : 4:2:0
- Quantification : 8 bits (pour la luminance et la chrominance)
- Débit après compression : environ 19 Mbit/s (1 280 × 720), environ 25 Mbit/s (1 440 × 1 080)[1]
- Compression audio : MPEG-1 Audio Layer II
- Fréquence d’échantillonnage audio : 48 kHz
- Quantification audio : 16 bits
- Débit audio après compression : 384 kbit/s
- Nombre de pistes audio : stéréo (2 canaux)
- Type de flux : Transport Stream Packetized Elementary Stream
- Interface du flux : IEEE1394 FireWire (MPEG2-TS)